# Západofríské ostrovy

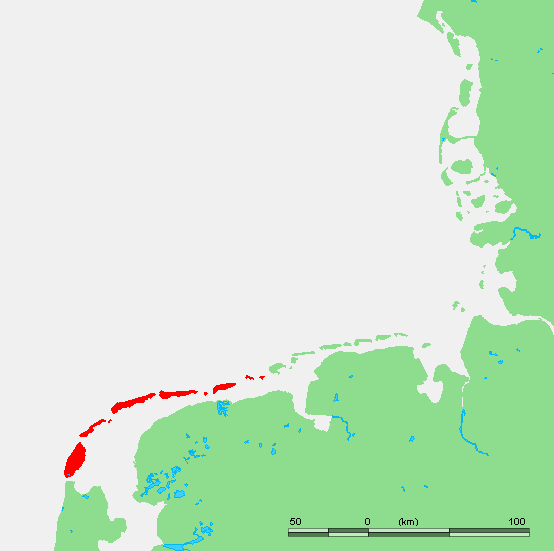
lokalizace ostrovů

Západofríské ostrovy jsou souostroví patřící Nizozemsku, které se rozprostírá na pomezí Severního moře a Waddenzee. Ostrovy jsou součástí Fríských ostrovů a vytváří pás lemující pobřeží Nizozemska, oddělují vnitřní wattové moře Waddenzee od volného Severního moře. Probíhají obloukovitě, západně dosahují k přístavnímu městu Den Helder, od něj pás ostrovů jde nejprve severovýchodně, poté se stáčí východně a navazuje na Východofríské ostrovy, které patří Německu. Od západu na východ se jedná o ostrovy: Noorderhaaks, Texel, Vlieland, Richel, Griend, Terschelling, Ameland, Rif, Engelsmanplaat, Schiermonnikoog, Simonszand, Rottumerplaat, Rottumeroog a Zuiderduintjes.

## Charakteristika
Jedná se o ploché písečné ostrovy, ze strany moře s širokými písečnými břehy a dunami. Větší ostrovy (Texel, Vlieland, Terschelling, Ameland a Schiermonnikoog) jsou obydlené, celková populace je asi 23 600 obyvatel. Ostrovy jsou oblíbenou turistickou lokalitou, na ostrovech Texel a Schiermonnikoog leží národní parky.

## Přehled
Provincie Severní Holandsko
- Noorderhaaks
- Texel

Provincie Frísko
- Vlieland
- Richel
- Griend
- Terschelling
- Ameland
- Rif
- Engelsmanplaat
- Schiermonnikoog

Provincie Groningen
- Simonszand
- Rottumerplaat
- Rottumeroog
- Zuiderduintjes